# Fimbristylis lithophila
Fimbristylis lithophila är en halvgräsart som beskrevs av Ethirajalu Govindarajalu. Fimbristylis lithophila ingår i släktet Fimbristylis och familjen halvgräs. Inga underarter finns listade i Catalogue of Life.